# 美作市立大原小学校

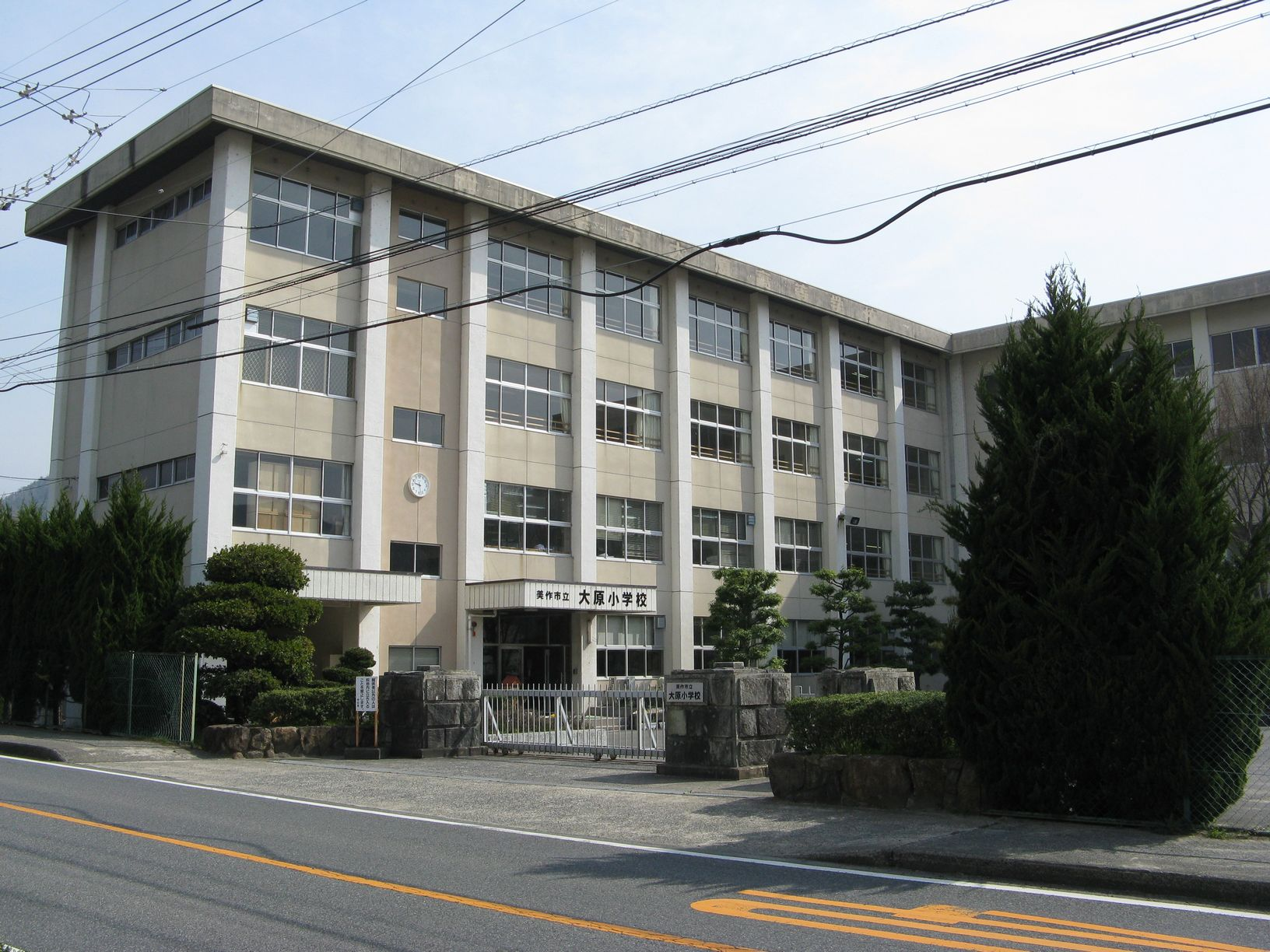
旧大原高校に移転した仮校舎（2009年4月）

美作市立大原小学校（みまさかしりつ おおはらしょうがっこう）は、岡山県美作市下町にある公立小学校。
2009年4月校舎改築のために旧岡山県立大原高等学校の校舎へ仮移転し、2010年新校舎が完成し、現在地に移転した。

## 沿革
- 1972年（昭和47年）4月 - 大原町立大原小学校が同町立大野小学校・讃甘小学校・大吉小学校を統合。
- 1974年（昭和49年）4月 - 校舎落成。開校式を挙行。
- 2005年（平成17年）3月31日 - 英田郡大原町が周辺4町1村と合併、美作市が発足したのに伴い、美作市立大原小学校と改称。
- 2008年（平成20年）4月1日 - 校舎改築のため、旧大原高校の校舎へ移転。
- 2010年（平成22年）4月1日 - 新校舎が完成し旧大原高校の校舎から新校舎へ移転。
- 2023年（令和5年）4月1日 - 東粟倉小を統合。

## 通学区域
校区が広く、児童の約6割がスクールバスで登下校している。スクールバスは2台ある。
- 美作市
  - 古町、江ノ原、下町、中町、小原田、下庄町、宮本、今岡、西町、川上、滝、野形、桂坪、笹岡、赤田、田井、粟野、川戸、沢田、壬生、立石、川東

卒業生は基本的に美作市立大原中学校へ進学する。

## 周辺
- 宮本武蔵顕彰武蔵武道館
- 武蔵資料館（旧讃甘小学校跡）
- 讃甘神社
- 因幡街道大原宿
- 吉野川

## アクセス
- 智頭急行 宮本武蔵駅から1.3km
- 国道429号沿い

## 通学区域が隣接している学校
- 美作市立江見小学校
- 美作市立勝田小学校
- 西粟倉村立西粟倉小学校
- （兵庫県）宍粟市立千種小学校
- （兵庫県）佐用町立佐用小学校